# Khabib Nurmagomedov
Khabib Abdulmanapovich Nurmagomedov (en russe : Хабиб Нурмагомедов et en avar : ХӀабиб Нурмухӏамадов), né le 21 septembre 1988 à Sildi (Daghestan, Union soviétique), est un pratiquant russe d'arts martiaux mixtes (MMA) actif de 2008 à 2020. Il est d'origine daghestanaise et d’ethnie avar. Il est considéré comme l'un des meilleurs combattants de l'histoire du MMA,, et a été introduit au Hall of Fame de l'UFC le 30 juin 2022.
Champion du monde de sambo, ceinture noire de judo et expert en lutte, il combat au sein de l'Ultimate Fighting Championship (UFC) dans la catégorie des poids légers de 2012 à 2020. Il devient le champion des poids légers de l'UFC en 2018 et défend son titre à trois reprises avant de finalement prendre sa retraite sportive. Son palmarès en arts martiaux mixtes est alors de 29 victoires pour aucune défaite.

## Jeunesse et débuts en sambo
Khabib Nurmagomedov naît le 20 septembre 1988 à Makhatchkala, la capitale de la république du Daghestan, sujet de la fédération de Russie.
Il est d'ethnie avar et de religion musulmane,. Il a grandi avec Islam Makhachev, également pratiquant d'arts martiaux mixtes d’origine daghestanaise, et s'entraîne toujours avec lui à ce jour. Il a un frère aîné, Magomed, et une sœur cadette, Amina. La famille de son père a déménagé de Sildi à Kirovaoul, où son père a transformé le rez-de-chaussée de leur immeuble de deux étages en salle de sport. Il a grandi dans le foyer avec ses frères et sœurs et ses cousins. Son intérêt pour les arts martiaux a commencé en regardant les étudiants s'entraîner au gymnase,. Durant son enfance, Khabib Nurmagomedov s'est notamment entraîné à lutter contre un ours brun lorsqu'il avait neuf ans, une pratique très courante dans le Caucase, principalement au Daghestan et en Tchétchénie, afin d'apprendre aux enfants dès le plus jeune âge à avoir une mentalité de combattant et ne pas avoir peur.
Comme c'est le cas pour de nombreux enfants du Daghestan, il a commencé à lutter très jeune : il a débuté à l'âge de huit ans sous la tutelle de son père, Abdulmanap Nurmagomedov. Athlète décoré et vétéran de l'armée soviétique, son père a également pratiqué la lutte dès son plus jeune âge, avant de suivre une formation de judo et de sambo dans l'armée. Abdulmanap Nurmagomedov a notamment consacré sa vie à l'encadrement des jeunes du Daghestan, dans l'espoir d'offrir une alternative à l'extrémisme islamiste commun à la région,.
En 2001, sa famille s'installe à Makhachkala, où il s'entraîne à la lutte à partir de douze ans, puis au judo à partir de quinze.
Il reprend l'entraînement en sambo combat, sous la direction de son père, à dix-sept ans. Selon son père, la transition de la lutte au judo a été difficile, mais son père voulait qu'il s'habitue à concourir avec un keikogi, un vêtement d'entraînement. Abdulmanap Nurmagomedov a été entraîneur principal de l'équipe nationale de sambo de combat de la république du Daghestan, et a entraîné plusieurs athlètes de sambo à Makhachkala. Khabib Nurmagomedov a souvent participé à des combats de rue dans sa jeunesse, avant de s'intéresser aux arts martiaux mixtes.

## Carrière dans les arts martiaux mixtes

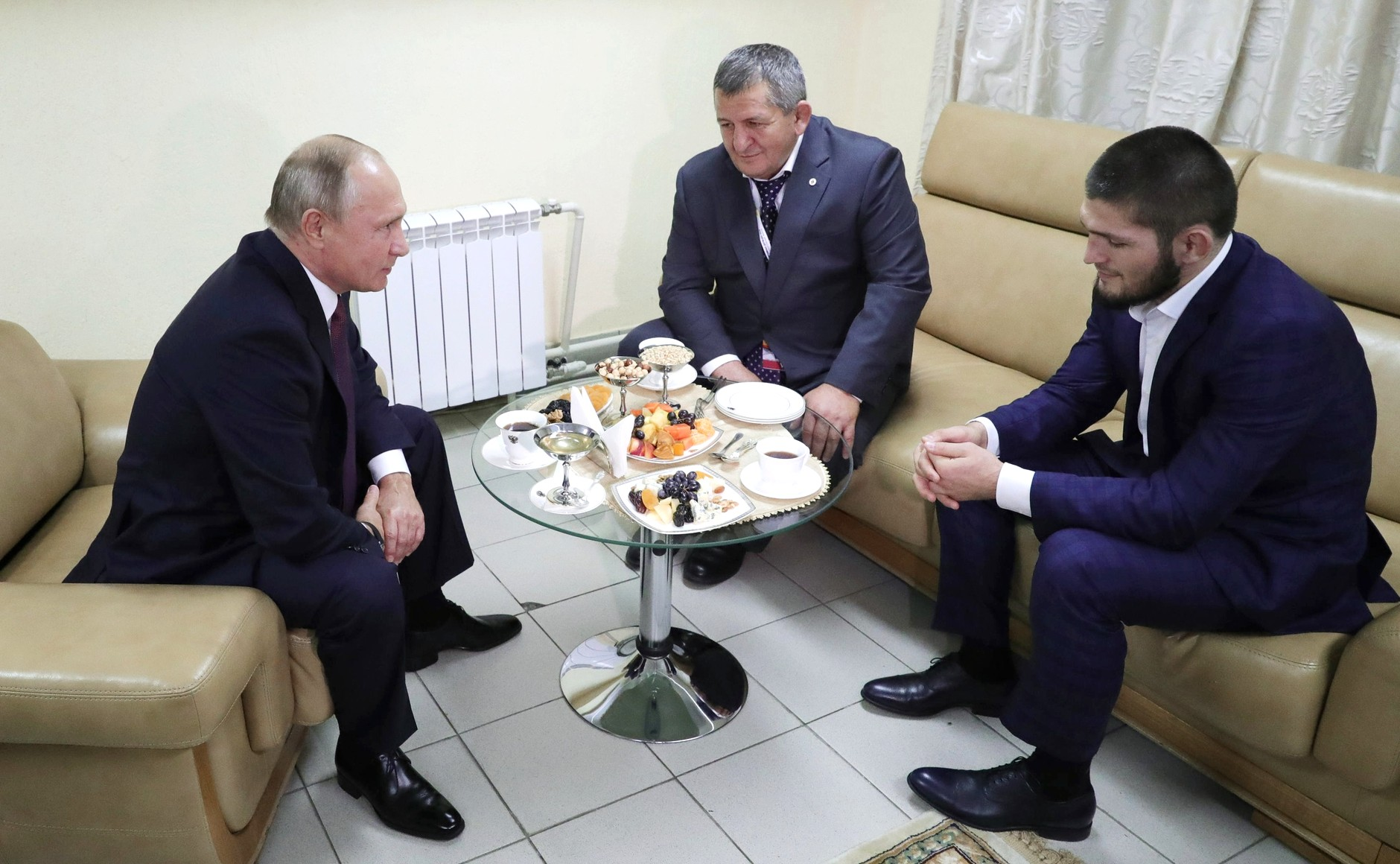
Le président de la fédération de Russie Vladimir Poutine avec le lutteur russe Khabib Nurmagomedov

### Débuts (2008-2011)
Khabib Nurmagomedov commence sa carrière professionnelle dans les arts martiaux mixtes (MMA) en septembre 2008. Il engrange rapidement quatre victoires en moins d'un mois. Le 13 septembre 2008, il affronte l'Azéri Vusal Bayramov à Poltava, en Ukraine, et remporte le combat par soumission. Le 11 octobre 2008, il affronte les Russes Magomed Magomedov, Ramazan Kurbanismailov et Shamil Abdulkerimov à Moscou, en Russie, et remporte les trois combats par décision unanime,,. Lors de ce mois, il devient le premier champion du tournoi Pankration Atrium Cup 1.
Le 8 août 2009, il affronte le Russe Said Akhmed et le Bahreïnien Eldar Eldarov à Agvali, en Russie, et remporte les deux combats par KO technique,. Le 3 novembre 2009, il affronte le Russe Shahbulat Shamhalaev à Saint-Pétersbourg, en Russie, et remporte le combat par soumission. Le 10 juin 2010, il affronte le Russe Ali Bagov à Moscou, en Russie, et remporte le combat par décision unanime. Le 18 septembre 2010, il affronte le Biélorusse Vitaliy Ostroskiy à Kiev, en Ukraine, et remporte le combat par KO technique.
Le 12 février 2011, il affronte l'Ukrainien Alexander Agafonov à Kiev, en Ukraine, et remporte le combat par KO technique. Le 9 avril 2011, il affronte le Russe Said Khalilov à Rostov-sur-le-Don, en Russie, et remporte le combat par soumission. Le 5 mai 2011, il affronte l'Arménien Ashot Shaginyan à Rostov-sur-le-Don, en Russie, et remporte le combat par KO. Le 2 juillet 2011, il affronte le Russe Kadzhik Abadzhyan à Rostov-sur-le-Don, en Russie, et remporte le combat par soumission. Le 5 août 2011, il affronte l'Azéri Hamiz Mamedov à Rostov-sur-le-Don, en Russie, et remporte le combat par soumission. Le 15 septembre 2011, il affronte l'Ukrainien Vadim Sandulskiy à Odessa, en Ukraine, et remporte le combat par soumission. Le 22 octobre 2011, il affronte le Brésilien Arymarcel Santos à Khassaviourt, en Russie, et remporte le combat par KO technique.

### Ultimate Fighting Championship(2012-2020)

#### Parcours sans défaite
À la fin de l'année 2011, Khabib Nurmagomedov signe un contrat de six combats avec la promotion américaine de l'Ultimate Fighting Championship (UFC).
Le 20 janvier 2012, il affronte l'Iranien Kamal Shalorus à Nashville, dans le Tennessee, lors du programme préliminaire de l'UFC on FX 1. Après avoir touché son adversaire dans la première reprise et utilisé ses compétences en lutte dans la deuxième, Khabib Nurmagomedov remporte finalement le combat par soumission en étranglement arrière dans le troisième et dernier round.
Le 7 juillet 2012, il affronte le Brésilien Gleison Tibau à Las Vegas lors de l'UFC 148. Cette fois encore, le Russe cherche à amener le combat au sol mais Gleison Tibau défend bien les tentatives. Nurmagomedov doit alors aussi chercher à marquer son adversaire debout pour être déclaré vainqueur par décision unanime (30-27, 30-27, 30-27).
C'est face à un autre Brésilien, Thiago Tavares, que Khabib Nurmagomedov continue son parcours lors de l'UFC on FX 7 du 19 janvier 2013 à São Paulo, au Brésil. L'athlète russe décide déjà d'attirer l'attention dès la pesée d'avant match en arborant un tee-shirt floqué du message suivant : « Si le sambo était facile, il se serait appelé jiu-jitsu (brésilien) ». C'est ensuite dans la cage que ce dernier marque les esprits en dominant son adversaire debout pour conclure la confrontation par KO en un peu moins de deux minutes. Après le combat, le Brésilien est aussi suspendu 9 mois, contrôlé positif à la drostanolone, un stéroïde anabolisant.
Le 25 mai 2013, il affronte l'Américain Abel Trujillo à Las Vegas, dans le Nevada, et remporte le combat par décision unanime,. Le 21 septembre 2013, il affronte l'Américain Pat Healy à Toronto, en Ontario, et remporte le combat par décision unanime,. Le 19 avril 2014, il affronte le Brésilien Rafael dos Anjos à Orlando, en Floride, et remporte le combat par décision unanime,. Le 16 avril 2016, il affronte l'Américain Darrell Horcher à Tampa, en Floride, et remporte le combat par KO technique,. Le 16 novembre 2016, il affronte l'Américain Michael Johnson à New York, et remporte le combat par soumission,. En janvier 2017, Khabib Nurmagomedov est annoncé pour la troisième fois face à l'Américain Tony Ferguson, cette fois-ci pour le titre intérimaire des poids légers de l'UFC lors de l'UFC 209. Mais encore une fois, le combat est annulé. Le 30 décembre 2017, il affronte le Brésilien Edson Barboza à Las Vegas, dans le Nevada, et remporte le combat par décision unanime,. Sa prestation est désignée Performance de la soirée. À la suite de ce combat, Khabib Nurmagomedov déclare vouloir affronter l'Irlandais Conor McGregor, le champion actuel, et l'Américain Tony Ferguson, le champion intérimaire de la catégorie.

#### Champion des poids légers
Durant le mois de janvier 2018, c'est une quatrième fois que la rencontre entre le combattant russe et l'Américain Tony Ferguson est planifiée. À l'occasion de ce match envisagé pour l'UFC 223, l'Ultimate Fighting Championship (UFC) prévoit de destituer l'Irlandais Conor McGregor de son titre alors que ce dernier n'a pas combattu dans l'octogone depuis plus d'un an, pour introniser le vainqueur champion incontesté des poids légers. Seulement, la confrontation entre Khabib Nurmagomedov et l'Américain Tony Ferguson est à nouveau annulée en raison d'une blessure de ce dernier à moins d'une semaine de l'échéance. C'est alors le champion des poids plumes, l'Américain Max Holloway qui est programmé pour le remplacer dans un combat où le titre des poids légers reste en jeu. Cependant encore, la veille du combat, les autorités médicales excluent l'Américain Max Holloway du programme à cause d'une perte de poids jugée dangereuse. C'est donc au pied levé que l'Américain Al Iaquinta, aussi prévu dans le programme de l'UFC 223, récupère la place pour ce combat en tête d'affiche. Pourtant ce dernier ne peut prétendre au titre puisque sa pesée effectuée en vue de son combat contre l'Américain Paul Felder le place quelques dizaines de grammes au-dessus de la limite pour une rencontre avec ceinture en jeu. Le 7 avril 2018, il affronte l'Américain Al Iaquinta à Brooklyn, dans l'État de New York, et remporte le combat par décision unanime,. Il remporte alors la ceinture et devient le nouveau champion des poids légers de l'UFC.
Le 6 octobre 2018, il affronte l'Irlandais Conor McGregor à Las Vegas, dans le Nevada, et remporte le combat par soumission,,. Malgré des débordements survenus à la suite du combat, Khabib Nurmagomedov reste donc toujours invaincu après 27 combats. Cependant, Khabib Nurmagomedov ne reçoit pas ses gains de combat pour cette victoire et est suspendu neuf mois. Il devra également payer une amende de 500 000 dollars (440 000 euros). La Nevada State Athletic Commission (NSAC) a par ailleurs proposé de réduire sa suspension à six mois, si Khabib Nurmagomedov participe à une campagne anti-violence à Las Vegas. Khabib Nurmagomedov, qui n'a pas perdu son titre de champion de l'Ultimate Fighting Championship à la suite de cette bagarre a réagi à sa sanction sur Twitter avec ironie en tweetant « politics forever ». Khabib Nurmagomedov ne pouvant défendre son titre à la suite des événements survenus après son combat contre l'Irlandais Conor McGregor, un titre intérimaire est alors mis en place. C'est l'Américain Dustin Poirier qui s'en empare en battant par décision l'Américain Max Holloway. L'unification des titres se joue lors de l'UFC 242 à Abu Dabi, aux Émirats arabes unis.
Le 7 septembre 2019, il affronte l'Américain Dustin Poirier à Abu Dabi, aux Émirats arabes unis, et remporte le combat par soumission,,. Sa prestation est désignée Performance de la soirée. Lors du premier round Khabib Nurmagomedov amène le combat au sol comme à son habitude. L'Américain Dustin Poirier ne parvient pas à reprendre le dessus et Khabib Nurmagomedov remporte ce premier round. Au début du second round, l'Américain Dustin Poirier réussit à toucher Khabib Nurmagomedov au visage en boxe, ce dernier réussit cependant à reculer pour reprendre ses esprits et amène à nouveau le combat au sol. Au 3e round, le Russe est pris dans une guillotine de l'Américain mais Khabib Nurmagomedov parvient à s'en sortir sans trop de difficulté. Le combat se termine par une soumission à la minute 2:06 de ce 3e round. À l'issue de ce combat, Khabib Nurmagomedov conserve donc sa ceinture et est champion incontesté de la catégorie des poids légers de l'Ultimate Fighting Championship. Khabib Nurmagomedov devait défendre son titre contre l'Américain Tony Ferguson le 18 avril 2020 lors de l'UFC 249. Cependant, Khabib Nurmagomedov n'a pas pu quitter la Russie car son pays a limité les voyages en avion en raison de la pandémie de Covid-19. Le 6 avril 2020, il est annoncé que l'Américain Tony Ferguson devrait faire face à l'Américain Justin Gaethje en remplacement. Une nouvelle fois, l'événement est reporté. L'Américain Justin Gaethje gagnera le combat contre Tony Ferguson le 10 mai 2020 par KO technique. Finalement, il est décidé que Khabib Nurmagomedov affrontera l'Américain lors de l'UFC 254.
Le 24 octobre 2020, il affronte l'Américain Justin Gaethje à Abu Dabi, aux Émirats arabes unis, et remporte le combat par soumission,,. Sa prestation est désignée Performance de la soirée. Après le combat, il annonce aussitôt prendre sa retraite des arts martiaux mixtes (MMA) pour honorer une promesse faite à sa mère à la suite de la mort de son père et entraîneur Abdulmanap, décédé des suites du Covid-19, le 3 juillet 2020 à l'âge de 57 ans,. Il déclare notamment à la sortie de l'octogone : « Merci à tous, à tous ceux qui ont été avec moi, avec mon père depuis plus de dix ans. Toute mon équipe, l'American Kickboxing Academy avec coach Javier. Je l'aime tellement, comme toute mon équipe. C'est la première chose que je dois dire. Dieu m'a tout donné. C'était mon dernier combat, il n'y a aucune chance que je revienne ici sans mon père. Quand l'UFC m'a proposé le combat avec Justin, j'ai parlé pendant trois jours avec ma mère. Elle ne veut pas que j'aille combattre sans mon père. Je lui ai promis que ce serait mon dernier combat »,,. Il conclut en disant : « Je ne veux plus qu'une seule chose de la part de l'UFC : vous devez me classer numéro 1 toutes catégories de poids confondues car je le mérite. Je suis le champion incontesté et invaincu des légers. J'ai gagné mes 13 combats à l'UFC, les 29 combats de ma carrière, je pense que je le mérite. Merci beaucoup Justin. Je me rappelle en 2016 quand tu m'as beaucoup aidé à réduire mon poids. Merci mon frère, je sais que tu es un grand homme. Je sais que tu prends soin des tiens. C'est mon dernier combat ici à l'UFC. C'était le rêve de mon père. Dustin (Poirier) et Conor (McGregor) vont combattre en janvier. Je les ai tous les deux étranglés. Je ne suis pas intéressé ». Khabib Nurmagomedov termine donc sa carrière de MMA avec 29 victoires (8 par KO, 11 par soumission et 10 sur décision) pour aucune défaite. Son incroyable parcours est notamment salué par l'Irlandais Conor McGregor, l'Américain Dustin Poirier, l'Américain Daniel Cormier ou encore l'Ultimate Fighting Championship.

### Retraite et abandon du titre des poids légers de l'UFC
Le 19 mars 2021, malgré des tentatives de négociations pour le faire revenir pour un dernier combat, Dana White, annonce qu'il accepte la décision de Khabib Nurmagomedov de se retirer et que le titre de champion des poids légers de l'Ultimate Fighting Championship est officiellement vacant.
Le 1er juillet 2022, Khabib Nurmagomedov est intronisé au Temple de la renommée de l’UFC lors de la semaine internationale des combats à Las Vegas.

### Promoteur et entraîneur de MMA
Après sa retraite, Khabib Nurmagomedov décide d'acheter le Gorilla Fighting Championship (GFC), une promotion MMA basée en Russie, pour 1 million de dollars. Il la rebaptise par la suite en Eagle Fighting Championship (EFC).
Après avoir pris sa retraite en octobre 2020, Khabib Nurmagomedov devient un entraîneur actif avec l’entraîneur-chef de l’American Kickboxing Academy, Javier Mendez,,,. Alors que les amateurs de MMA s'attendaient à ce que Khabib Nurmagomedov soit dans le coin d'Islam Makhachev lors du combat pour la défense du titre des poids légers lors de l’UFC 284 contre l'Australien Alexander Volkanovski, le champion des poids plumes, il décide complètement de s'éloigner du MMA lors du mois de janvier 2023 pour se concentrer uniquement sur sa famille,.

## Personnalité et style

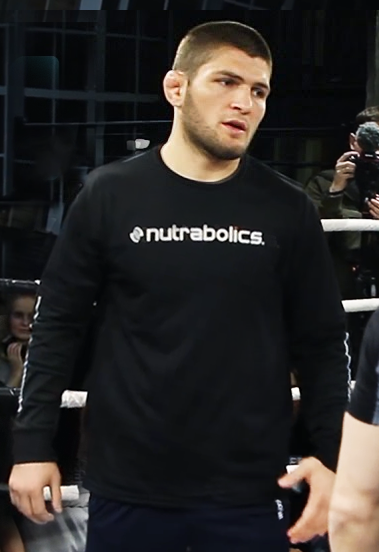
Khabib Nurmagomedov à l'entraînement.

### Style de combattant
Khabib Nurmagomedov préfère largement amener le combat au sol, plutôt que de combattre debout. En effet, son excellente lutte et sa maîtrise du judo (Khabib Nurmagomedov possède une ceinture noire dans cette discipline) et du sambo mêlées à sa puissance font qu'il essaie systématiquement d'amener son adversaire au sol pour enchaîner en ground and pound. Il est aussi un « pressure fighter », c'est-à-dire qu'il met sans cesse une pression sur son adversaire en avançant, laissant à ce dernier peu de temps de répit pour récupérer, ceci grâce à une capacité pulmonaire importante. Un autre point fort de Khabib Nurmagomedov est sa capacité à se tenir au plan établi en amont sans en déroger. Abubakar Nurmagomedov, combattant à la Professional Fighters League (PFL), Zubaira Tukhugov, combattant à l'Ultimate Fighting Championship (UFC) et Islam Makhachev, le champion des poids légers à l'Ultimate Fighting Championship, font partie de son équipe proche et sont ses partenaires d'entraînement.

### Vie personnelle
Dans le cadre de sa culture avar daghestani, Khabib Nurmagomedov porte fréquemment un chapeau papakha après les combats et lors des événements promotionnels. Il parle plusieurs langues dont l'avar, le russe, l'anglais, le turc et l'arabe. Il est un fervent amateur de football et supporte les clubs du FK Anji Makhachkala, Galatasaray SK, Real Madrid et Liverpool FC, ainsi que l'équipe nationale de Russie. Khabib Nurmagomedov est un musulman sunnite.
En décembre 2021, le manager de Khabib Nurmagomedov, Ali Abdelaziz, a publiquement proposé à son ancien rival de l'Ultimate Fighting Championship (UFC), l'Américain Tony Ferguson, un match de grappling contre Khabib Nurmagomedov.
Khabib Nurmagomedov se marie avec Patimat en juin 2013, ils ont trois enfants : une fille née le 1er juin 2015, deux garçons nés le 30 décembre 2017 et le 22 décembre 2019,. Son premier fils a été prénommé Magomed, en l'honneur de l'arrière-grand-père de Khabib Nurmagomedov. Parmi les cousins de Khabib Nurmagomedov, on trouve des combattants de l'Ultimate Fighting Championship, Abubakar Nurmagomedov et Umar Nurmagomedov, ainsi que le combattant du Bellator, Usman Nurmagomedov. En mai 2020, le père et entraîneur de longue date de Khabib Nurmagomedov, Abdulmanap, est placé dans un coma artificiel après avoir contracté le Covid-19 à la suite d'une opération cardiaque,. Il décède le 3 juillet 2020 dans une clinique de Moscou, à l'âge de 57 ans,.

## Polémiques
En octobre 2020, à la suite de l'assassinat de Samuel Paty, il prend position sur le réseau social Instagram au sujet des caricatures du prophète Mahomet en France, en prenant à partie le président de la République française Emmanuel Macron et ses « disciples », et en déclarant : « Que le Tout Puissant défigure cette ordure [Emmanuel Macron] et tous ses disciples qui au nom de la liberté d'expression insultent la foi de plus d'un milliard et demi de musulmans [...] Croyez-moi, ces provocations auront pour eux de graves conséquences car les pieux ont toujours le dernier mot »,,.

## Palmarès en arts martiaux mixtes

### Récompenses
- Ultimate Fighting Championship
  - Performance de la soirée (× 3) : face à Edson Barboza, Dustin Poirier et Justin Gaethje[105],[106],[107].

### Distinctions
- 2020 : Arts martiaux mixtes : le plus précieux — Wrestling Observer Newsletter
- 2020 : Sportif international de l'année — BBC Sport
- 2021 : Meilleur sportif de Russie — VTsIOM
- 2021 : Meilleur combattant MMA — ESPY Awards

### Historique des combats
| 29 combats     | 29 victoires | 0 défaites |
| Par KO         | 8            | 0          |
| Par soumission | 11           | 0          |
| Sur décision   | 10           | 0          |

| Résultat | Record | Adversaire              | Méthode                                | Événement                                       | Date              | Round | Temps | Lieu                           | Notes                                                                                    |
| -------- | ------ | ----------------------- | -------------------------------------- | ----------------------------------------------- | ----------------- | ----- | ----- | ------------------------------ | ---------------------------------------------------------------------------------------- |
| Victoire | 29-0   | Justin Gaethje          | Soumission (étranglement en triangle)  | UFC 254: Khabib vs. Gaethje                     | 24 octobre 2020   | 2     | 1:34  | Abou Dabi, Émirats arabes unis | Défend et unifie le titre des poids légers de l'UFC. Performance de la soirée.           |
| Victoire | 28-0   | Dustin Poirier          | Soumission (étranglement arrière)      | UFC 242: Khabib vs. Poirier                     | 7 septembre 2019  | 3     | 2:06  | Abou Dabi, Émirats arabes unis | Défend et unifie le titre des poids légers de l'UFC. Performance de la soirée.           |
| Victoire | 27-0   | Conor McGregor          | Soumission (clé de mâchoire)           | UFC 229: Khabib vs. McGregor                    | 6 octobre 2018    | 4     | 3:03  | Las Vegas, Nevada              | Défend le titre des poids légers de l'UFC.                                               |
| Victoire | 26-0   | Al Iaquinta             | Décision unanime                       | UFC 223: Khabib vs Iaquinta                     | 7 avril 2018      | 5     | 5:00  | Brooklyn, État de New York     | Remporte le titre des poids légers de l'UFC.                                             |
| Victoire | 25-0   | Edson Barboza           | Décision unanime                       | UFC 219: Cyborg vs. Holm                        | 30 décembre 2017  | 3     | 5:00  | Las Vegas, Nevada              | Performance de la soirée.                                                                |
| Victoire | 24-0   | Michael Johnson         | Soumission (kimura)                    | UFC 205                                         | 12 novembre 2016  | 3     | 2:31  | New York, État de New York     |                                                                                          |
| Victoire | 23-0   | Darrell Horcher         | TKO (coups de poing)                   | UFC on Fox: Teixeira vs. Evans                  | 16 avril 2016     | 2     | 3:38  | Tampa, Floride                 | Combat en poids intermédiaire à 160 lb (73 kg).                                          |
| Victoire | 22-0   | Rafael dos Anjos        | Décision unanime                       | UFC on Fox: Werdum vs. Browne                   | 19 avril 2014     | 3     | 5:00  | Orlando, Floride               |                                                                                          |
| Victoire | 21-0   | Pat Healy               | Décision unanime                       | UFC 165: Jones vs. Gustafsson                   | 21 septembre 2013 | 3     | 5:00  | Toronto, Canada                |                                                                                          |
| Victoire | 20-0   | Abel Trujillo           | Décision unanime                       | UFC 160                                         | 25 mai 2013       | 3     | 5:00  | Las Vegas, Nevada              | Combat en poids intermédiaire à 158.5 lb (72 kg). Khabib Nurmagomedov échoue à la pesée. |
| Victoire | 19-0   | Thiago Tavares          | TKO (coups de poing et coups de coude) | UFC on FX: Belfort vs. Bisping                  | 19 janvier 2013   | 1     | 1:55  | São Paulo, Brésil              | Thiago Tavares est testé positif à la drostanolone.                                      |
| Victoire | 18-0   | Gleison Tibau           | Décision unanime                       | UFC 148                                         | 7 juillet 2012    | 3     | 5:00  | Las Vegas, Nevada              |                                                                                          |
| Victoire | 17-0   | Kamal Shalorus          | Soumission (étranglement arrière)      | UFC on FX: Guillard vs. Miller                  | 20 janvier 2012   | 3     | 2:08  | Nashville, Tennessee           |                                                                                          |
| Victoire | 16-0   | Arymarcel Santos        | TKO (coups de poing)                   | ProFC 36: Battle on the Caucas                  | 22 octobre 2011   | 1     | 3:33  | Khassaviourt, Russie           |                                                                                          |
| Victoire | 15-0   | Vadim Sandulskiy        | Soumission (étranglement en triangle)  | ProFC/GM Fight: Ukraine Cup 3                   | 15 septembre 2011 | 1     | 3:01  | Odessa, Ukraine                |                                                                                          |
| Victoire | 14-0   | Hamiz Mamedov           | Soumission (étranglement en triangle)  | ProFC: Battle on Don                            | 5 août 2011       | 1     | 3:15  | Rostov-sur-le-Don, Russie      |                                                                                          |
| Victoire | 13-0   | Kadjik Abadjyan         | Soumission (étranglement en triangle)  | ProFC: Union Nation Cup Final                   | 2 juillet 2011    | 1     | 4:28  | Rostov-sur-le-Don, Russie      |                                                                                          |
| Victoire | 12-0   | Ashot Shahinyan         | KO (coups de poing)                    | ProFC: Union Nation Cup 15                      | 5 mai 2011        | 1     | 2:18  | Simferopol, Ukraine            |                                                                                          |
| Victoire | 11-0   | Saïd Khalilov           | Soumission (kimura)                    | ProFC: Union Nation Cup 14                      | 9 avril 2011      | 1     | 3:16  | Rostov-sur-le-Don, Russie      |                                                                                          |
| Victoire | 10-0   | Alexander Agafonov      | TKO (arrêt du coin)                    | M-1 Selection Ukraine 2010: The Finals          | 12 février 2011   | 2     | 5:00  | Kiev, Ukraine                  |                                                                                          |
| Victoire | 9-0    | Vitaliy Ostrovskiy      | TKO (coups de poing)                   | M-1 Selection Ukraine 2010: Clash of the Titans | 18 septembre 2010 | 1     | 4:06  | Kiev, Ukraine                  |                                                                                          |
| Victoire | 8-0    | Oleg Bagov              | Décision unanime                       | Golden Fist Russia                              | 10 juin 2010      | 2     | 5:00  | Moscou, Russie                 |                                                                                          |
| Victoire | 7-0    | Shahbulat Shamhalaev    | Soumission (clé articulaire)           | M-1 Challenge: 2009 Selections 9                | 3 novembre 2009   | 1     | 4:36  | Saint-Pétersbourg, Russie      |                                                                                          |
| Victoire | 6-0    | Eldar Eldarov           | TKO (coups de poing)                   | Tsumada FC 3                                    | 8 août 2009       | 2     | 2:44  | Agvali, Russie                 |                                                                                          |
| Victoire | 5-0    | Saïd Akhmed             | TKO (coups de poing)                   | Tsumada FC 3                                    | 8 août 2009       | 1     | 2:05  | Agvali, Russie                 | Début en poids mi-moyens.                                                                |
| Victoire | 4-0    | Shamil Abdulkerimov     | Décision unanime                       | Pancration Atrium Cup 1                         | 11 octobre 2008   | 2     | 5:00  | Moscou, Russie                 |                                                                                          |
| Victoire | 3-0    | Ramazan Kourbanismaïlov | Décision unanime                       | Pancration Atrium Cup 1                         | 11 octobre 2008   | 2     | 5:00  | Moscou, Russie                 |                                                                                          |
| Victoire | 2-0    | Magomed Magomedov       | Décision unanime                       | Pancration Atrium Cup 1                         | 11 octobre 2008   | 2     | 5:00  | Moscou, Russie                 |                                                                                          |
| Victoire | 1-0    | Vusal Bayramov          | Soumission (étranglement en triangle)  | CSFU: Champions League                          | 13 septembre 2008 | 1     | 2:20  | Poltava, Ukraine               | Début en poids légers.                                                                   |